# Kanomljica
Kanomljica – rzeka na terenie Słowenii, uchodząca do Idrijcy. Nad rzeką leżą trzy wsie: Gorenja Kanomlja, Srednja Kanomlja oraz Spodnja Kanomlja.

## Dorzecze
Dopływy Kanomljicy (prawy-lewy):
- Studeno (P)
- Grapa pri Gantarju (L)
- Klavžarica (P)
- Beli potok (P)
- Bratuševa grapa (P)

## Fauna i flora
Występują tam pstrągi marmurkowe (Salmo marmoratus) oraz raki strumieniowe (Austropotamobius torrentium), ze względu na to rzeka znajduje się pod ochroną programu Natura 2000.